# John Cederblad
John Maximilian Cederblad, född 2 augusti 1891 i Jäders församling, Södermanlands län, död 19 maj 1955, var en svensk väg- och vattenbyggnadsingenjör.
Cederblad, som var son till kontraktsprosten Vilhelm Cederblad och friherrinnan Helfrid Hermelin, avlade mogenhetsexamen i Västerås 1909, avgångsexamen från Kungliga Tekniska högskolan 1914 och reservofficersexamen samma år. Han blev underlöjtnant i Jämtlands fältjägarregementes reserv 1915, löjtnant 1916, löjtnant i Väg- och vattenbyggnadskåren 1918, kapten 1926 och major 1940. Han var arbetschef vid AB Skånska Cementgjuteriet 1916–1917, anställd hos AB Industribostäder i Stockholm 1918, konstruktör i ingenjörsfirman Kreüger & Bärlin i Stockholm 1918–1919, företog en stipendieresa till USA 1919–1921, var chef för AB Armerad Betong i Örebro 1921–1928 och var innehavare av och chef för en byggnadsfirma under eget namn där från 1928. Han var ledamot av direktionen för Örebro ränte- & kapitalförsäkringsanstalt från 1931, av byggnadsnämnden från 1931 och av styrelsen för sparbanken från 1935, ordförande i Örebro byggmästareförening 1933–1939 och ledamot av styrelsen för Svenska Byggnadsindustriförbundet.